# بيلي وليامز (لاعب كرة قدم أمريكية)
بيلي وليامز (بالإنجليزية: Billy Williams)‏ هو لاعب كرة قدم أمريكية أمريكي، ولد في 7 يونيو 1971 في ألكوا في الولايات المتحدة.

## وصلات خارجية
- بيلي وليامز على موقع مرجع كرة القدم المحترفة.كوم (الإنجليزية)
- بيلي وليامز على موقع JustSportsStats.com (الإنجليزية)